# Faktorisierung
Eine Faktorisierung ist in der Mathematik die Zerlegung eines Objekts in mehrere nichttriviale Faktoren.
Anwendungsbeispiele:
- Die stets eindeutige Primfaktorzerlegung einer natürlichen Zahl (vgl. die Faktorisierungsverfahren, um eine Primfaktorzerlegung zu erhalten).
- Algebraische Terme lassen sich häufig durch Ausklammern und die Anwendung binomischer Formeln faktorisieren.
- Polynome lassen sich faktorisieren. Über einem algebraisch vollständigen Körper gibt es sogar immer eine Faktorisierung in Linearfaktoren.
- Anwendung bei Matrizen:
  - Eine Matrix kann in Faktoren zerlegt werden, was beispielsweise bei der Lösung linearer Gleichungssysteme mittels Dreieckszerlegung (auch LU- oder LR-Zerlegung genannt) angewendet wird. Die LR-Zerlegung wird in der numerischen Praxis meist mit dem Gaußschen Eliminationsverfahren gewonnen.
  - Eine weitere Matrizenfaktorisierung aus der Numerik ist die QR-Zerlegung, die normalerweise mittels Householdertransformationen oder Givens-Rotationen gewonnen werden kann.
  - In der Datenanalyse werden unter anderem die non negative matrix factorization und die binary matrix factorization betrachtet, um Matrizen in zwei Cluster- bzw. Konzeptmatrizen zu zerlegen.
- Abstrakter versucht man die Elemente von Ringen in elementare Faktoren zu zerlegen. Neben Zahl-, Polynom- und Matrix-Ringen können das auch Operator-Ringe sein.
- In der Wahrscheinlichkeitstheorie bezeichnet man als Faktorisierung die Zerlegung einer Zufallsvariablen in unabhängige Summanden, da die charakteristische Funktion einer Summe unabhängiger Zufallsvariablen das Produkt der einzelnen charakteristischen Funktionen ist.
- Die statistische Faktorenanalyse nach Spearman.
- Die logische Faktorisierung einer Proposition {\displaystyle A} in Bezug auf eine andere Proposition {\displaystyle B}:[1]

{\displaystyle A=(B\rightarrow A)\land (A\lor B)}
- In der Graphentheorie bezeichnet man die Zerlegung eines Graphen {\displaystyle G} in Teilgraphen, bei denen jeder Knoten {\displaystyle x} nur eine bestimmte Anzahl {\displaystyle a} von Nachbarknoten hat, als Faktorisierung, und deren Ergebnis als {\displaystyle a}-Faktoren, z. B. 1-Faktoren.